# The Glow-Worm
The Glow-Worm (dans son titre original en allemand Das Glühwürmchen ou en traduction littérale en français Le ver luisant), est une chanson de l'opérette Lysistrata de Paul Lincke datant de 1902 sur des paroles allemandes de Heinz Bolten-Backers. 
Dans l'opérette, elle est interprétée en trio avec trois voix solistes féminines chantant en alternance et le chœur de femmes se joignant au refrain. Rythmiquement, elle est sous la forme d'une gavotte. La chanson, avec son refrain familier, a été traduite en anglais et est devenue une chanson populaire américaine.

## Histoire
La chanson allemande est traduite à l'origine en anglais par Lilla Cayley Robinson, au début du XXe siècle, et est utilisé dans l'acte 2 de l'adaptation de Broadway en 1907 de la comédie musicale The Girl Behind the Counter (en). 
Le parolier américain Johnny Mercer révise considérablement les paroles de Robinson, pour l'enregistrement de 1952 par les Mills Brothers qui est un succès.

## Paroles de Robinson (vers 1905)
The night falls silently on forests dreaming,
Lovers wander forth to see,
They wander forth to see the bright stars gleaming.
And lest they should lose their way,
Lest they should lose their way, the glow-worms nightly
Light their tiny lanterns gay,
Their tiny lanterns gay and twinkle brightly.
Here and there and everywhere, from mossy dell and hollow,
Floating, gliding through the air, they call on us to follow.
Refrain
Shine, little glow-worm, glimmer, glimmer
Shine, little glow-worm, glimmer, glimmer!
Lead us lest too far we wander.
Love's sweet voice is calling yonder!
Shine, little glow-worm, glimmer, glimmer
Shine, little glow-worm, glimmer, glimmer
Light the path below, above,
And lead us on to love.
Little glow-worm, tell me pray,
Oh glow-worm, tell me, pray, how did you kindle
Lamps that by the break of day,
That by the break of day, must fade and dwindle?
Ah, this secret, by your leave,
This secret, by your leave, is worth the learning!
When true lovers come at eve,
True lovers come at eve, their hearts are burning!
Glowing cheeks and lips betray how sweet the kisses tasted
Till we steal the fire away, for fear lest it be wasted!
Johnny Mercer conserve le refrain original pratiquement intact et ajoute trois nouveaux « couplets » à ce même air, mais n'utilise pas la musique des couplets de la chanson originale.

## Dans la culture
Un arrangement orchestral de la chanson est utilisé dans les publicités « Good Unlimited » de McCain Foods, diffusées pour la première fois en novembre 2009.